# Giro d'Italia 2025
Giro d'Italia 2025 var den 108. udgave af Giro d'Italia. Den italienske Grand Tour startede den 9. maj 2025 i den albanske by Durrës, og blev afsluttet 1. juni i Rom. De 21. etaper havde en samlet distance på 3.443,3 km, og havde over 52.000 højdemeter.
Britiske Simon Yates fra Team Visma  |  Lease a Bike vandt løbet, efter at han på næstsidste etape overtog førertrøjen fra UAE Team Emirates XRGs mexicaner Isaac Del Toro. Richard Carapaz fra EF Education-EasyPost tog sig af den samlede tredjeplads. Danske Mads Pedersen fra Lidl-Trek vandt fire etaper, og havde løbets violette pointtrøje fra start til slut, ligesom han havde løbets rosa førertrøje på fem etaper.

## Etaper
| Etape     | Dato    | Start – Mål                         | type              | Afstand (km) | Elevation (m) | Etapevinder       | Førende rytter |
| --------- | ------- | ----------------------------------- | ----------------- | ------------ | ------------- | ----------------- | -------------- |
| 1. etape  | 9. maj  | Durrës – Tirana                     | kuperet etape     | 160          | 1.800 m       | Mads Pedersen     | Mads Pedersen  |
| 2. etape  | 10. maj | Tirana – Tirana                     | enkeltstart       | 13,7         | 150 m         | Joshua Tarling    | Primož Roglič  |
| 3. etape  | 11. maj | Vlorë – Vlorë                       | kuperet etape     | 160          | 2.800 m       | Mads Pedersen     | Mads Pedersen  |
|           | 12. maj | Hviledag                            | Hviledag          |              |               |                   |                |
| 4. etape  | 13. maj | Alberobello – Lecce                 | flad etape        | 189          | 800 m         | Casper van Uden   | Mads Pedersen  |
| 5. etape  | 14. maj | Ceglie Messapica – Matera           | kuperet etape     | 151          | 1.550 m       | Mads Pedersen     | Mads Pedersen  |
| 6. etape  | 15. maj | Potenza – Napoli                    | kuperet etape     | 227          | 2.600 m       | Kaden Groves      | Mads Pedersen  |
| 7. etape  | 16. maj | Castel di Sangro – Tagliacozzo      | bjergetape        | 168          | 3.500 m       | Juan Ayuso        | Primož Roglič  |
| 8. etape  | 17. maj | Giulianova – Castelraimondo         | middel bjergetape | 197          | 3.800 m       | Luke Plapp        | Diego Ulissi   |
| 9. etape  | 18. maj | Gubbio – Siena                      | kuperet etape     | 181          | 2.500 m       | Wout van Aert     | Isaac Del Toro |
|           | 19. maj | Hviledag                            | Hviledag          |              |               |                   |                |
| 10. etape | 20. maj | Lucca – Pisa                        | enkeltstart       | 28,6         | 150 m         | Daan Hoole        | Isaac Del Toro |
| 11. etape | 21. maj | Viareggio – Castelnovo ne' Monti    | middel bjergetape | 186          | 3.850 m       | Richard Carapaz   | Isaac Del Toro |
| 12. etape | 22. maj | Modena – Viadana                    | kuperet etape     | 172          | 1.700 m       | Olav Kooij        | Isaac Del Toro |
| 13. etape | 23. maj | Rovigo – Vicenza                    | kuperet etape     | 180          | 1.600 m       | Mads Pedersen     | Isaac Del Toro |
| 14. etape | 24. maj | Treviso – Nova Gorica               | flad etape        | 195          | 1.100 m       | Kasper Asgreen    | Isaac Del Toro |
| 15. etape | 25. maj | Fiume Veneto – Asiago               | bjergetape        | 219          | 3.900 m       | Carlos Verona     | Isaac Del Toro |
|           | 26. maj | Hviledag                            | Hviledag          |              |               |                   |                |
| 16. etape | 27. maj | Piazzola sul Brenta – San Valentino | bjergetape        | 203          | 4.900 m       | Christian Scaroni | Isaac Del Toro |
| 17. etape | 28. maj | San Michele all'Adige – Bormio      | bjergetape        | 155          | 3.800 m       | Isaac Del Toro    | Isaac Del Toro |
| 18. etape | 29. maj | Morbegno – Cesano Maderno           | kuperet etape     | 144          | 1.800 m       | Nico Denz         | Isaac Del Toro |
| 19. etape | 30. maj | Biella – Champoluc                  | bjergetape        | 166          | 4.950 m       | Nicolas Prodhomme | Isaac Del Toro |
| 20. etape | 31. maj | Verrès – Sestriere                  | bjergetape        | 205          | 4.500 m       | Chris Harper      | Simon Yates    |
| 21. etape | 1. jun. | Rom – Rom                           | flad etape        | 143          | 600 m         | Olav Kooij        | Simon Yates    |

## Trøjernes fordeling gennem løbet
| Etape     |                   | Vinder _          | Samlede stilling | Pointtrøje    | Bjergtrøje        | Ungdomstrøje      | Mest angrebsivrige | Indlagt spurt _    | Udbrud _           | Holdkonkurrence _     |
| --------- | ----------------- | ----------------- | ---------------- | ------------- | ----------------- | ----------------- | ------------------ | ------------------ | ------------------ | --------------------- |
| 1. etape  | kuperet etape     | Mads Pedersen     | Mads Pedersen    | Mads Pedersen | Sylvain Moniquet  | Francesco Busatto | Alessandro Tonelli | Manuele Tarozzi    | Alessandro Verre   | Lidl-Trek             |
| 2. etape  | enkeltstart       | Joshua Tarling    | Primož Roglič    | Mads Pedersen | Sylvain Moniquet  | Mathias Vacek     | ikke uddelt        | Manuele Tarozzi    | Alessandro Verre   | Lidl-Trek             |
| 3. etape  | kuperet etape     | Mads Pedersen     | Mads Pedersen    | Mads Pedersen | Lorenzo Fortunato | Mathias Vacek     | Alessandro Tonelli | Alessandro Tonelli | Alessandro Tonelli | Lidl-Trek             |
| 4. etape  | flad etape        | Casper van Uden   | Mads Pedersen    | Mads Pedersen | Lorenzo Fortunato | Mathias Vacek     | Francisco Muñoz    | Alessandro Tonelli | Alessandro Tonelli | Lidl-Trek             |
| 5. etape  | kuperet etape     | Mads Pedersen     | Mads Pedersen    | Mads Pedersen | Lorenzo Fortunato | Mathias Vacek     | Davide Bais        | Alessandro Tonelli | Alessandro Tonelli | Lidl-Trek             |
| 6. etape  | kuperet etape     | Kaden Groves      | Mads Pedersen    | Mads Pedersen | Lorenzo Fortunato | Mathias Vacek     | ikke uddelt        | Alessandro Tonelli | Alessandro Tonelli | Lidl-Trek             |
| 7. etape  | bjergetape        | Juan Ayuso        | Primož Roglič    | Mads Pedersen | Lorenzo Fortunato | Juan Ayuso        | Alessandro Tonelli | Alessandro Tonelli | Alessandro Tonelli | UAE Team Emirates XRG |
| 8. etape  | middel bjergetape | Luke Plapp        | Diego Ulissi     | Mads Pedersen | Lorenzo Fortunato | Juan Ayuso        | Lorenzo Fortunato  | Alessandro Tonelli | Alessandro Tonelli | UAE Team Emirates XRG |
| 9. etape  | kuperet etape     | Wout van Aert     | Isaac Del Toro   | Mads Pedersen | Lorenzo Fortunato | Isaac Del Toro    | Quinten Hermans    | Alessandro Tonelli | Alessandro Tonelli | UAE Team Emirates XRG |
| 10. etape | enkeltstart       | Daan Hoole        | Isaac Del Toro   | Mads Pedersen | Lorenzo Fortunato | Isaac Del Toro    | ikke uddelt        | Alessandro Tonelli | Alessandro Tonelli | UAE Team Emirates XRG |
| 11. etape | middel bjergetape | Richard Carapaz   | Isaac Del Toro   | Mads Pedersen | Lorenzo Fortunato | Isaac Del Toro    | Nairo Quintana     | Alessandro Tonelli | Alessandro Tonelli | UAE Team Emirates XRG |
| 12. etape | kuperet etape     | Olav Kooij        | Isaac Del Toro   | Mads Pedersen | Lorenzo Fortunato | Isaac Del Toro    | Andrea Pietrobon   | Alessandro Tonelli | Alessandro Tonelli | UAE Team Emirates XRG |
| 13. etape | kuperet etape     | Mads Pedersen     | Isaac Del Toro   | Mads Pedersen | Lorenzo Fortunato | Isaac Del Toro    | Lorenzo Germani    | Alessandro Tonelli | Alessandro Tonelli | UAE Team Emirates XRG |
| 14. etape | flad etape        | Kasper Asgreen    | Isaac Del Toro   | Mads Pedersen | Lorenzo Fortunato | Isaac Del Toro    | Kasper Asgreen     | Alessandro Tonelli | Manuele Tarozzi    | UAE Team Emirates XRG |
| 15. etape | bjergetape        | Carlos Verona     | Isaac Del Toro   | Mads Pedersen | Lorenzo Fortunato | Isaac Del Toro    | Marco Frigo        | Alessandro Tonelli | Manuele Tarozzi    | UAE Team Emirates XRG |
| 16. etape | bjergetape        | Christian Scaroni | Isaac Del Toro   | Mads Pedersen | Lorenzo Fortunato | Isaac Del Toro    | Lorenzo Fortunato  | Alessandro Tonelli | Manuele Tarozzi    | UAE Team Emirates XRG |
| 17. etape | bjergetape        | Isaac Del Toro    | Isaac Del Toro   | Mads Pedersen | Lorenzo Fortunato | Isaac Del Toro    | Lorenzo Fortunato  | Dries De Bondt     | Manuele Tarozzi    | UAE Team Emirates XRG |
| 18. etape | kuperet etape     | Nico Denz         | Isaac Del Toro   | Mads Pedersen | Lorenzo Fortunato | Isaac Del Toro    | Wout van Aert      | Dries De Bondt     | Manuele Tarozzi    | UAE Team Emirates XRG |
| 19. etape | bjergetape        | Nicolas Prodhomme | Isaac Del Toro   | Mads Pedersen | Lorenzo Fortunato | Isaac Del Toro    | Nicolas Prodhomme  | Mads Pedersen      | Manuele Tarozzi    | UAE Team Emirates XRG |
| 20. etape | bjergetape        | Chris Harper      | Simon Yates      | Mads Pedersen | Lorenzo Fortunato | Isaac Del Toro    | ikke uddelt        | Dries De Bondt     | Manuele Tarozzi    | UAE Team Emirates XRG |
| 21. etape | flad etape        | Olav Kooij        | Simon Yates      | Mads Pedersen | Lorenzo Fortunato | Isaac Del Toro    | ikke uddelt        | ikke uddelt        | ikke uddelt        | UAE Team Emirates XRG |
| Samlet    | Samlet            |                   | Simon Yates      | Mads Pedersen | Lorenzo Fortunato | Isaac Del Toro    | ikke uddelt        | ikke uddelt        | ikke uddelt        | UAE Team Emirates XRG |

## Resultater

### Samlede stilling
| \| Samlede stilling \| Samlede stilling \| Samlede stilling \| Samlede stilling \| Samlede stilling \| \| Rytter \| Rytter \| Hold \| Tid \| \| \| ---------------- \| ----------------- \| -------------------------- \| ---------------- \| ---------------- \| \| 1. \| Simon Yates \| Team Visma \\| Lease a Bike \| 82t 31' 01" \| \| \| 2. \| Isaac Del Toro \| UAE Team Emirates XRG \| + 3' 56" \| \| \| 3. \| Richard Carapaz \| EF Education-EasyPost \| + 4' 43" \| \| \| 4. \| Derek Gee \| Israel-Premier Tech \| + \| \| \| 5. \| Damiano Caruso \| Bahrain Victorious \| + \| \| \| 6. \| Giulio Pellizzari \| Red Bull-Bora-Hansgrohe \| + \| \| \| 7. \| Egan Bernal \| Ineos Grenadiers \| + \| \| \| 8. \| Einer Rubio \| Movistar Team \| + \| \| \| 9. \| Brandon McNulty \| UAE Team Emirates XRG \| + \| \| \| 10. \| Michael Storer \| Tudor Pro Cycling Team \| + \| \| |                   |                            |             |
| |                   |                            |             |
| Kilde: ProCyclingStats |                   |                            |             |
| Samlede stilling |                   |                            |             |
| Rytter | Rytter            | Hold                       | Tid         |
| 1. | Simon Yates       | Team Visma \| Lease a Bike | 82t 31' 01" |
| 2. | Isaac Del Toro    | UAE Team Emirates XRG      | + 3' 56"    |
| 3. | Richard Carapaz   | EF Education-EasyPost      | + 4' 43"    |
| 4. | Derek Gee         | Israel-Premier Tech        | +           |
| 5. | Damiano Caruso    | Bahrain Victorious         | +           |
| 6. | Giulio Pellizzari | Red Bull-Bora-Hansgrohe    | +           |
| 7. | Egan Bernal       | Ineos Grenadiers           | +           |
| 8. | Einer Rubio       | Movistar Team              | +           |
| 9. | Brandon McNulty   | UAE Team Emirates XRG      | +           |
| 10. | Michael Storer    | Tudor Pro Cycling Team     | +           |

### Pointkonkurrencen
| Pointkonkurrence | Pointkonkurrence   | Pointkonkurrence           | Pointkonkurrence | Pointkonkurrence |
| Rytter           | Rytter             | Hold                       | Point            |                  |
| ---------------- | ------------------ | -------------------------- | ---------------- | ---------------- |
| 1.               | Mads Pedersen      | Lidl-Trek                  | 295 point        |                  |
| 2.               | Olav Kooij         | Team Visma \| Lease a Bike | 185 point        |                  |
| 3.               | Wout van Aert      | Team Visma \| Lease a Bike | 127 point        |                  |
| 4.               | Dries De Bondt     | Decathlon-AG2R La Mondiale | 127 point        |                  |
| 5.               | Isaac Del Toro     | UAE Team Emirates XRG      | 109 point        |                  |
| 6.               | Kaden Groves       | Alpecin-Deceuninck         | 98 point         |                  |
| 7.               | Casper van Uden    | Team Picnic-PostNL         | 89 point         |                  |
| 8.               | Alessandro Tonelli | Team Polti VisitMalta      | 88 point         |                  |
| 9.               | Richard Carapaz    | EF Education-EasyPost      | 77 point         |                  |
| 10.              | Orluis Aular       | Movistar Team              | 76 point         |                  |

### Bjergkonkurrencen
| Bjergkonkurrence | Bjergkonkurrence  | Bjergkonkurrence | Bjergkonkurrence | Bjergkonkurrence |
| Rytter           | Rytter            | Hold             | Point            |                  |
| ---------------- | ----------------- | ---------------- | ---------------- | ---------------- |
| 1.               | Lorenzo Fortunato | XDS Astana Team  | 355 point        |                  |
| 2.               | Christian Scaroni | XDS Astana Team  | 201 point        |                  |

### Ungdomskonkurrencen
| Ungdomskonkurrence | Ungdomskonkurrence | Ungdomskonkurrence      | Ungdomskonkurrence | Ungdomskonkurrence |
| Rytter             | Rytter             | Hold                    | Tid                |                    |
| ------------------ | ------------------ | ----------------------- | ------------------ | ------------------ |
| 1.                 | Isaac Del Toro     | UAE Team Emirates XRG   | 82t 34' 57"        |                    |
| 2.                 | Giulio Pellizzari  | Red Bull-Bora-Hansgrohe | + 5' 32"           |                    |

### Holdkonkurrencen
| Holdkonkurrence | Holdkonkurrence       | Holdkonkurrence | Holdkonkurrence |
| Hold            | Hold                  | Tid             |                 |
| --------------- | --------------------- | --------------- | --------------- |
| 1.              | UAE Team Emirates XRG | 247t 53' 24"    |                 |
| 2.              | Bahrain-Victorious    | + 58' 40"       |                 |

## Hold
| UCI WorldTeams (18)- Alpecin-Deceuninck - Arkéa-B&B Hotels - Bahrain-Victorious - Cofidis - Decathlon AG2R La Mondiale Team - EF Education-EasyPost - Groupama-FDJ - Ineos Grenadiers - Intermarché-Wanty - Team Jayco AlUla - Lidl-Trek - Movistar Team - Red Bull-BORA-hansgrohe - Soudal Quick-Step - Team Picnic-PostNL - UAE Team Emirates XRG - Team Visma \| Lease a Bike - XDS Astana Team UCI ProTeams (5)- Israel-Premier Tech - Q36.5 Pro Cycling Team - Team Polti VisitMalta - Tudor Pro Cycling Team - VF Group-Bardiani CSF-Faizanè |
| |

### Danske ryttere
| Danske ryttere på startlisten |                      |                       |           |
| Rygnummer                     | Rytter               | Hold                  | Placering |
| 62                            | Kasper Asgreen       | EF Education-EasyPost | 115       |
| 65                            | Mikkel Honoré        | EF Education-EasyPost | 79        |
| 104                           | Jakob Fuglsang       | Israel-Premier Tech   | 81        |
| 114                           | Søren Kragh Andersen | Lidl-Trek             | DNS–5     |
| 116                           | Mads Pedersen        | Lidl-Trek             | 90        |

* DNF = gennemførte ikke
 * DNS = stillede ikke til start

Mads Pedersen vandt løbets første etape og kom i løbets rosa førertrøje. På 2. etape mistede han førertrøjen til Primož Roglič, men efter at han vandt 3. etape kom han igen i førertrøjen. Efter løbets første bjergetape på 7. etape, overtog Roglic igen førertrøjen. Mads Pedersen vandt også 5. og 13. etape. Efter løbets 1. etape havde Pedersen løbets violette pointtrøje. Efter 19. etape var han matematisk sikker på at vinde pointkonkurrencen, hvis han fuldførte de sidste to etaper.
Kasper Asgreen vandt 14. etape, efter at han kom alene til mål.
Søren Kragh Andersen styrtede på 4. etape og brækkede håndleddet. Han kom i mål som sidste rytter, men stillede ikke til start på 5. etape.
For Jakob Fuglsang blev Giro d'Italia det sidste løb i karrieren som medlem af et professionelt cykelhold. Det fortalte han to dage før løbets afslutning. Dermed forlod han Israel-Premier Tech som han havde kørt for siden 2022. Han åbnede samtidig op for at PostNord Danmark Rundt i august ville blive hans næste, og sidste, cykelløb han ville deltage i, men som en del af det danske landshold.

### Startliste
| Red Bull-Bora-Hansgrohe RBH                        | Red Bull-Bora-Hansgrohe RBH | Red Bull-Bora-Hansgrohe RBH |
| -------------------------------------------------- | --------------------------- | --------------------------- |
| Nr.                                                | Rytter                      | Placering                   |
| 1                                                  | Primož Roglič (SLO)         | DNF-16                      |
| 2                                                  | Giovanni Aleotti (ITA)      |                             |
| 3                                                  | Nico Denz (GER)             |                             |
| 4                                                  | Jai Hindley (AUS)           | DNF-6                       |
| 5                                                  | Daniel Martínez (COL)       |                             |
| 6                                                  | Gianni Moscon (ITA)         |                             |
| 7                                                  | Giulio Pellizzari (ITA)     |                             |
| 8                                                  | Jan Tratnik (SLO)           |                             |
| Sportsdirektør: Christian Pömer, Heinrich Haussler |                             |                             |

| Alpecin-Deceuninck ADC                           | Alpecin-Deceuninck ADC      | Alpecin-Deceuninck ADC |
| ------------------------------------------------ | --------------------------- | ---------------------- |
| Nr.                                              | Rytter                      | Placering              |
| 11                                               | Kaden Groves (AUS)          |                        |
| 12                                               | Quinten Hermans (BEL)       |                        |
| 13                                               | Juri Hollmann (GER)         | DNF-6                  |
| 14                                               | Jimmy Janssens (BEL)        |                        |
| 15                                               | Timo Kielich (BEL)          |                        |
| 16                                               | Edward Planckaert (BEL)     |                        |
| 17                                               | Fabio Van den Bossche (BEL) |                        |
| 18                                               | Jensen Plowright (AUS)      |                        |
| Sportsdirektør: Gianni Meersman, Jens Keukeleire |                             |                        |

| Arkéa-B&B Hotels ARK                             | Arkéa-B&B Hotels ARK          | Arkéa-B&B Hotels ARK |
| ------------------------------------------------ | ----------------------------- | -------------------- |
| Nr.                                              | Rytter                        | Placering            |
| 21                                               | Alessandro Verre (ITA)        |                      |
| 22                                               | Giosuè Epis (ITA)             |                      |
| 23                                               | Simon Guglielmi (FRA)         |                      |
| 24                                               | Laurens Huys (BEL)            |                      |
| 25                                               | Luca Mozzato (ITA)            |                      |
| 26                                               | Michel Ries (LUX)             | DNS-7                |
| 27                                               | Embret Svestad-Bårdseng (NOR) |                      |
| 28                                               | Martin Tjøtta (NOR)           |                      |
| Sportsdirektør: Arnaud Gérard, Sébastien Hinault |                               |                      |

| Bahrain Victorious TBV                             | Bahrain Victorious TBV  | Bahrain Victorious TBV |
| -------------------------------------------------- | ----------------------- | ---------------------- |
| Nr.                                                | Rytter                  | Placering              |
| 31                                                 | Antonio Tiberi (ITA)    |                        |
| 32                                                 | Pello Bilbao (ESP)      |                        |
| 33                                                 | Damiano Caruso (ITA)    |                        |
| 34                                                 | Afonso Eulálio (POR)    | DNF-19                 |
| 35                                                 | Matevž Govekar (SLO)    |                        |
| 36                                                 | Fran Miholjević (CRO)   |                        |
| 37                                                 | Andrea Pasqualon (ITA)  | DNF-9                  |
| 38                                                 | Edoardo Zambanini (ITA) |                        |
| Sportsdirektør: Gorazd Štangelj, Franco Pellizotti |                         |                        |

| Cofidis COF                                          | Cofidis COF                | Cofidis COF |
| ---------------------------------------------------- | -------------------------- | ----------- |
| Nr.                                                  | Rytter                     | Placering   |
| 41                                                   | Milan Fretin (BEL)         | DNS-16      |
| 42                                                   | Nicolas Debeaumarché (FRA) |             |
| 43                                                   | Jonathan Lastra (ESP)      |             |
| 44                                                   | Jan Maas (NED)             |             |
| 45                                                   | Sylvain Moniquet (BEL)     |             |
| 46                                                   | Stefano Oldani (ITA)       |             |
| 47                                                   | Anthony Perez (FRA)        |             |
| 48                                                   | Sergio Samitier (ESP)      |             |
| Sportsdirektør: Roberto Damiani, Gorka Gerrikagoitia |                            |             |

| Decathlon-AG2R La Mondiale DAT              | Decathlon-AG2R La Mondiale DAT | Decathlon-AG2R La Mondiale DAT |
| ------------------------------------------- | ------------------------------ | ------------------------------ |
| Nr.                                         | Rytter                         | Placering                      |
| 51                                          | Sam Bennett (IRL)              |                                |
| 52                                          | Geoffrey Bouchard (FRA)        | DNF-1                          |
| 53                                          | Dries De Bondt (BEL)           |                                |
| 54                                          | Stan Dewulf (BEL)              |                                |
| 55                                          | Dorian Godon (FRA)             |                                |
| 56                                          | Tord Gudmestad (NOR)           |                                |
| 57                                          | Nicolas Prodhomme (FRA)        |                                |
| 58                                          | Andrea Vendrame (ITA)          |                                |
| Sportsdirektør: Luke Roberts, Didier Jannel |                                |                                |

| EF Education-EasyPost EFE                          | EF Education-EasyPost EFE        | EF Education-EasyPost EFE |
| -------------------------------------------------- | -------------------------------- | ------------------------- |
| Nr.                                                | Rytter                           | Placering                 |
| 61                                                 | Richard Carapaz (ECU)            | 3.                        |
| 62                                                 | Kasper Asgreen (DEN)             |                           |
| 63                                                 | Jefferson Alexander Cepeda (ECU) |                           |
| 64                                                 | Owain Doull (GBR)                |                           |
| 65                                                 | Mikkel Honoré (DEN)              |                           |
| 66                                                 | Darren Rafferty (IRL) (landevej) |                           |
| 67                                                 | James Shaw (GBR)                 |                           |
| 68                                                 | Georg Steinhauser (GER)          |                           |
| Sportsdirektør: Matti Breschel, Juan Manuel Gárate |                                  |                           |

| Groupama-FDJ GFC                                  | Groupama-FDJ GFC               | Groupama-FDJ GFC |
| ------------------------------------------------- | ------------------------------ | ---------------- |
| Nr.                                               | Rytter                         | Placering        |
| 71                                                | David Gaudu (FRA)              |                  |
| 72                                                | Sven Erik Bystrøm (NOR)        |                  |
| 73                                                | Clément Davy (FRA)             |                  |
| 74                                                | Kevin Geniets (LUX) (landevej) |                  |
| 75                                                | Lorenzo Germani (ITA)          |                  |
| 76                                                | Quentin Pacher (FRA)           |                  |
| 77                                                | Enzo Paleni (FRA)              |                  |
| 78                                                | Rémy Rochas (FRA)              |                  |
| Sportsdirektør: Thierry Bricaud, Stéphane Goubert |                                |                  |

| Ineos Grenadiers IGD                             | Ineos Grenadiers IGD                        | Ineos Grenadiers IGD |
| ------------------------------------------------ | ------------------------------------------- | -------------------- |
| Nr.                                              | Rytter                                      | Placering            |
| 81                                               | Egan Bernal (COL) (landevej og enkeltstart) |                      |
| 82                                               | Thymen Arensman (NED)                       |                      |
| 83                                               | Jonathan Castroviejo (ESP)                  |                      |
| 84                                               | Lucas Hamilton (AUS)                        |                      |
| 85                                               | Kim Heiduk (GER)                            |                      |
| 86                                               | Brandon Rivera (COL)                        | DNS-14               |
| 87                                               | Joshua Tarling (GBR) (enkeltstart)          | DNF-16               |
| 88                                               | Ben Turner (GBR)                            |                      |
| Sportsdirektør: Zakkari Dempster, Leonardo Basso |                                             |                      |

| Intermarché-Wanty IWA                        | Intermarché-Wanty IWA    | Intermarché-Wanty IWA |
| -------------------------------------------- | ------------------------ | --------------------- |
| Nr.                                          | Rytter                   | Placering             |
| 91                                           | Louis Meintjes (RSA)     |                       |
| 92                                           | Francesco Busatto (ITA)  |                       |
| 93                                           | Kevin Colleoni (ITA)     |                       |
| 94                                           | Simone Petilli (ITA)     |                       |
| 95                                           | Dion Smith (NZL)         | DNF-6                 |
| 96                                           | Gerben Thijssen (BEL)    |                       |
| 97                                           | Taco van der Hoorn (NED) |                       |
| 98                                           | Gijs Van Hoecke (BEL)    |                       |
| Sportsdirektør: Dimitri Claeys, Bart Wellens |                          |                       |

| Israel-Premier Tech IPT                              | Israel-Premier Tech IPT | Israel-Premier Tech IPT |
| ---------------------------------------------------- | ----------------------- | ----------------------- |
| Nr.                                                  | Rytter                  | Placering               |
| 101                                                  | Derek Gee (CAN)         |                         |
| 102                                                  | Simon Clarke (AUS)      |                         |
| 103                                                  | Marco Frigo (ITA)       |                         |
| 104                                                  | Jakob Fuglsang (DEN)    |                         |
| 105                                                  | Jan Hirt (CZE)          | DNS-7                   |
| 106                                                  | Hugo Houle (CAN)        |                         |
| 107                                                  | Nick Schultz (AUS)      |                         |
| 109                                                  | Corbin Strong (NZL)     |                         |
| Sportsdirektør: Sam Bewley, Jonathan Patrick McCarty |                         |                         |

| Lidl-Trek LTK                                               | Lidl-Trek LTK                     | Lidl-Trek LTK |
| ----------------------------------------------------------- | --------------------------------- | ------------- |
| Nr.                                                         | Rytter                            | Placering     |
| 111                                                         | Giulio Ciccone (ITA)              | DNS-15        |
| 112                                                         | Daan Hoole (NED) (enkeltstart)    |               |
| 113                                                         | Patrick Konrad (AUT)              |               |
| 114                                                         | Søren Kragh Andersen (DEN)        | DNS-5         |
| 115                                                         | Jacopo Mosca (ITA)                |               |
| 116                                                         | Mads Pedersen (DEN)               | 90.           |
| 117                                                         | Mathias Vacek (CZE) (enkeltstart) |               |
| 118                                                         | Carlos Verona (ESP)               |               |
| Sportsdirektør: Kim Andersen, Maxime Monfort, Michael Schär |                                   |               |

| Movistar Team MOV            | Movistar Team MOV                            | Movistar Team MOV |
| ---------------------------- | -------------------------------------------- | ----------------- |
| Nr.                          | Rytter                                       | Placering         |
| 121                          | Nairo Quintana (COL)                         |                   |
| 122                          | Orluis Aular (VEN) (enkeltstart)             |                   |
| 123                          | Jon Barrenetxea (ESP)                        |                   |
| 124                          | Jefferson Alveiro Cepeda (ECU) (enkeltstart) |                   |
| 125                          | Davide Formolo (ITA)                         |                   |
| 126                          | Lorenzo Milesi (ITA)                         |                   |
| 127                          | Einer Rubio (COL)                            |                   |
| 128                          | Albert Torres (ESP)                          |                   |
| Sportsdirektør: Max Sciandri |                                              |                   |

| Q36.5 Pro Cycling Team Q36                     | Q36.5 Pro Cycling Team Q36     | Q36.5 Pro Cycling Team Q36 |
| ---------------------------------------------- | ------------------------------ | -------------------------- |
| Nr.                                            | Rytter                         | Placering                  |
| 131                                            | Tom Pidcock (GBR)              |                            |
| 132                                            | Xabier Azparren (ESP)          |                            |
| 133                                            | Mark Donovan (GBR)             |                            |
| 134                                            | Damien Howson (AUS)            |                            |
| 135                                            | Emīls Liepiņš (LAT) (landevej) |                            |
| 136                                            | Matteo Moschetti (ITA)         |                            |
| 137                                            | Milan Vader (NED)              |                            |
| 138                                            | Nickolas Zukowsky (CAN)        | DNF-4                      |
| Sportsdirektør: Gabriele Missaglia, Jens Zemke |                                |                            |

| Soudal Quick-Step SOQ                           | Soudal Quick-Step SOQ         | Soudal Quick-Step SOQ |
| ----------------------------------------------- | ----------------------------- | --------------------- |
| Nr.                                             | Rytter                        | Placering             |
| 141                                             | Mikel Landa (ESP)             | DNF-1                 |
| 142                                             | Mattia Cattaneo (ITA)         |                       |
| 143                                             | Josef Černý (CZE)             |                       |
| 144                                             | Gianmarco Garofoli (ITA)      |                       |
| 145                                             | Ethan Hayter (GBR) (landevej) |                       |
| 146                                             | James Knox (GBR)              |                       |
| 147                                             | Luke Lamperti (USA)           |                       |
| 148                                             | Paul Magnier (FRA)            | DNS-16                |
| Sportsdirektør: Davide Bramati, Geert Van Bondt |                               |                       |

| Team Jayco AlUla JAY                           | Team Jayco AlUla JAY           | Team Jayco AlUla JAY |
| ---------------------------------------------- | ------------------------------ | -------------------- |
| Nr.                                            | Rytter                         | Placering            |
| 151                                            | Chris Harper (AUS)             |                      |
| 152                                            | Koen Bouwman (NED)             | DNS-9                |
| 153                                            | Davide De Pretto (ITA)         |                      |
| 154                                            | Paul Double (GBR)              |                      |
| 155                                            | Felix Engelhardt (GER)         |                      |
| 156                                            | Michael Hepburn (AUS)          |                      |
| 157                                            | Luke Plapp (AUS) (enkeltstart) | DNF-17               |
| 158                                            | Filippo Zana (ITA)             |                      |
| Sportsdirektør: David McPartland, Valerio Piva |                                |                      |

| Team Picnic-PostNL TPP                                | Team Picnic-PostNL TPP    | Team Picnic-PostNL TPP |
| ----------------------------------------------------- | ------------------------- | ---------------------- |
| Nr.                                                   | Rytter                    | Placering              |
| 161                                                   | Romain Bardet (FRA)       |                        |
| 162                                                   | Alexander Edmondson (AUS) |                        |
| 163                                                   | Chris Hamilton (AUS)      |                        |
| 164                                                   | Gijs Leemreize (NED)      |                        |
| 165                                                   | Niklas Märkl (GER)        |                        |
| 166                                                   | Max Poole (GBR)           |                        |
| 167                                                   | Casper van Uden (NED)     |                        |
| 168                                                   | Bram Welten (NED)         | DNF-7                  |
| Sportsdirektør: Matthew Winston, Christian Guiberteau |                           |                        |

| Team Polti VisitMalta PTV                        | Team Polti VisitMalta PTV | Team Polti VisitMalta PTV |
| ------------------------------------------------ | ------------------------- | ------------------------- |
| Nr.                                              | Rytter                    | Placering                 |
| 171                                              | Davide Piganzoli (ITA)    |                           |
| 172                                              | Davide Bais (ITA)         |                           |
| 173                                              | Mattia Bais (ITA)         |                           |
| 174                                              | Giovanni Lonardi (ITA)    |                           |
| 175                                              | Mirco Maestri (ITA)       |                           |
| 176                                              | Francisco Muñoz (ESP)     |                           |
| 177                                              | Andrea Pietrobon (ITA)    |                           |
| 178                                              | Alessandro Tonelli (ITA)  |                           |
| Sportsdirektør: Stefano Zanatta, Jesús Hernández |                           |                           |

| Team Visma \| Lease a Bike TVL                        | Team Visma \| Lease a Bike TVL     | Team Visma \| Lease a Bike TVL |
| ----------------------------------------------------- | ---------------------------------- | ------------------------------ |
| Nr.                                                   | Rytter                             | Placering                      |
| 181                                                   | Wout van Aert (BEL)                |                                |
| 182                                                   | Edoardo Affini (ITA) (enkeltstart) |                                |
| 183                                                   | Wilco Kelderman (NED)              |                                |
| 184                                                   | Olav Kooij (NED)                   |                                |
| 185                                                   | Steven Kruijswijk (NED)            |                                |
| 186                                                   | Bart Lemmen (NED)                  |                                |
| 187                                                   | Dylan van Baarle (NED)             |                                |
| 188                                                   | Simon Yates (GBR)                  | 1.                             |
| Sportsdirektør: Marc Reef, Addy Engels, Jesper Mørkøv |                                    |                                |

| Tudor Pro Cycling Team TUD                    | Tudor Pro Cycling Team TUD     | Tudor Pro Cycling Team TUD |
| --------------------------------------------- | ------------------------------ | -------------------------- |
| Nr.                                           | Rytter                         | Placering                  |
| 191                                           | Michael Storer (AUS)           |                            |
| 192                                           | Marco Brenner (GER) (landevej) | DNF-19                     |
| 193                                           | Alexander Krieger (GER)        |                            |
| 194                                           | Rick Pluimers (NED)            |                            |
| 195                                           | Florian Stork (GER)            |                            |
| 196                                           | Yannis Voisard (SUI)           |                            |
| 197                                           | Larry Warbasse (USA)           |                            |
| 198                                           | Maikel Zijlaard (NED)          |                            |
| Sportsdirektør: Matteo Tosatto, Claudio Cozzi |                                |                            |

| UAE Team Emirates XRG UAD                   | UAE Team Emirates XRG UAD           | UAE Team Emirates XRG UAD |
| ------------------------------------------- | ----------------------------------- | ------------------------- |
| Nr.                                         | Rytter                              | Placering                 |
| 201                                         | Juan Ayuso (ESP)                    | DNF-18                    |
| 202                                         | Igor Arrieta (ESP)                  |                           |
| 203                                         | Filippo Baroncini (ITA)             |                           |
| 204                                         | Isaac Del Toro (MEX)                | 2.                        |
| 205                                         | Rafał Majka (POL)                   |                           |
| 206                                         | Brandon McNulty (USA) (enkeltstart) |                           |
| 207                                         | Jay Vine (AUS)                      | DNF-17                    |
| 208                                         | Adam Yates (GBR)                    |                           |
| Sportsdirektør: Fabio Baldato, Manuele Mori |                                     |                           |

| VF Group-Bardiani CSF-Faizanè VBF                    | VF Group-Bardiani CSF-Faizanè VBF | VF Group-Bardiani CSF-Faizanè VBF |
| ---------------------------------------------------- | --------------------------------- | --------------------------------- |
| Nr.                                                  | Rytter                            | Placering                         |
| 211                                                  | Filippo Fiorelli (ITA)            |                                   |
| 212                                                  | Luca Covili (ITA)                 |                                   |
| 213                                                  | Filippo Magli (ITA)               |                                   |
| 214                                                  | Martin Marcellusi (ITA)           |                                   |
| 215                                                  | Alessio Martinelli (ITA)          | DNF-16                            |
| 216                                                  | Alessandro Pinarello (ITA)        | DNS-6                             |
| 217                                                  | Manuele Tarozzi (ITA)             |                                   |
| 218                                                  | Enrico Zanoncello (ITA)           |                                   |
| Sportsdirektør: Roberto Reverberi, Alessandro Donati |                                   |                                   |

| XDS Astana Team XAT                             | XDS Astana Team XAT     | XDS Astana Team XAT |
| ----------------------------------------------- | ----------------------- | ------------------- |
| Nr.                                             | Rytter                  | Placering           |
| 221                                             | Diego Ulissi (ITA)      |                     |
| 222                                             | Nicola Conci (ITA)      |                     |
| 223                                             | Lorenzo Fortunato (ITA) |                     |
| 224                                             | Max Kanter (GER)        |                     |
| 225                                             | Anton Kuzmin (KAZ)      |                     |
| 226                                             | Fausto Masnada (ITA)    |                     |
| 227                                             | Wout Poels (NED)        |                     |
| 228                                             | Christian Scaroni (ITA) |                     |
| Sportsdirektør: Aleksandr Sjefer, Mario Manzoni |                         |                     |

| Red Bull-Bora-Hansgrohe RBH                        | Red Bull-Bora-Hansgrohe RBH | Red Bull-Bora-Hansgrohe RBH |
| -------------------------------------------------- | --------------------------- | --------------------------- |
| Nr.                                                | Rytter                      | Placering                   |
| 1                                                  | Primož Roglič (SLO)         | DNF-16                      |
| 2                                                  | Giovanni Aleotti (ITA)      |                             |
| 3                                                  | Nico Denz (GER)             |                             |
| 4                                                  | Jai Hindley (AUS)           | DNF-6                       |
| 5                                                  | Daniel Martínez (COL)       |                             |
| 6                                                  | Gianni Moscon (ITA)         |                             |
| 7                                                  | Giulio Pellizzari (ITA)     |                             |
| 8                                                  | Jan Tratnik (SLO)           |                             |
| Sportsdirektør: Christian Pömer, Heinrich Haussler |                             |                             |

| Alpecin-Deceuninck ADC                           | Alpecin-Deceuninck ADC      | Alpecin-Deceuninck ADC |
| ------------------------------------------------ | --------------------------- | ---------------------- |
| Nr.                                              | Rytter                      | Placering              |
| 11                                               | Kaden Groves (AUS)          |                        |
| 12                                               | Quinten Hermans (BEL)       |                        |
| 13                                               | Juri Hollmann (GER)         | DNF-6                  |
| 14                                               | Jimmy Janssens (BEL)        |                        |
| 15                                               | Timo Kielich (BEL)          |                        |
| 16                                               | Edward Planckaert (BEL)     |                        |
| 17                                               | Fabio Van den Bossche (BEL) |                        |
| 18                                               | Jensen Plowright (AUS)      |                        |
| Sportsdirektør: Gianni Meersman, Jens Keukeleire |                             |                        |

| Arkéa-B&B Hotels ARK                             | Arkéa-B&B Hotels ARK          | Arkéa-B&B Hotels ARK |
| ------------------------------------------------ | ----------------------------- | -------------------- |
| Nr.                                              | Rytter                        | Placering            |
| 21                                               | Alessandro Verre (ITA)        |                      |
| 22                                               | Giosuè Epis (ITA)             |                      |
| 23                                               | Simon Guglielmi (FRA)         |                      |
| 24                                               | Laurens Huys (BEL)            |                      |
| 25                                               | Luca Mozzato (ITA)            |                      |
| 26                                               | Michel Ries (LUX)             | DNS-7                |
| 27                                               | Embret Svestad-Bårdseng (NOR) |                      |
| 28                                               | Martin Tjøtta (NOR)           |                      |
| Sportsdirektør: Arnaud Gérard, Sébastien Hinault |                               |                      |

| Bahrain Victorious TBV                             | Bahrain Victorious TBV  | Bahrain Victorious TBV |
| -------------------------------------------------- | ----------------------- | ---------------------- |
| Nr.                                                | Rytter                  | Placering              |
| 31                                                 | Antonio Tiberi (ITA)    |                        |
| 32                                                 | Pello Bilbao (ESP)      |                        |
| 33                                                 | Damiano Caruso (ITA)    |                        |
| 34                                                 | Afonso Eulálio (POR)    | DNF-19                 |
| 35                                                 | Matevž Govekar (SLO)    |                        |
| 36                                                 | Fran Miholjević (CRO)   |                        |
| 37                                                 | Andrea Pasqualon (ITA)  | DNF-9                  |
| 38                                                 | Edoardo Zambanini (ITA) |                        |
| Sportsdirektør: Gorazd Štangelj, Franco Pellizotti |                         |                        |

| Cofidis COF                                          | Cofidis COF                | Cofidis COF |
| ---------------------------------------------------- | -------------------------- | ----------- |
| Nr.                                                  | Rytter                     | Placering   |
| 41                                                   | Milan Fretin (BEL)         | DNS-16      |
| 42                                                   | Nicolas Debeaumarché (FRA) |             |
| 43                                                   | Jonathan Lastra (ESP)      |             |
| 44                                                   | Jan Maas (NED)             |             |
| 45                                                   | Sylvain Moniquet (BEL)     |             |
| 46                                                   | Stefano Oldani (ITA)       |             |
| 47                                                   | Anthony Perez (FRA)        |             |
| 48                                                   | Sergio Samitier (ESP)      |             |
| Sportsdirektør: Roberto Damiani, Gorka Gerrikagoitia |                            |             |

| Decathlon-AG2R La Mondiale DAT              | Decathlon-AG2R La Mondiale DAT | Decathlon-AG2R La Mondiale DAT |
| ------------------------------------------- | ------------------------------ | ------------------------------ |
| Nr.                                         | Rytter                         | Placering                      |
| 51                                          | Sam Bennett (IRL)              |                                |
| 52                                          | Geoffrey Bouchard (FRA)        | DNF-1                          |
| 53                                          | Dries De Bondt (BEL)           |                                |
| 54                                          | Stan Dewulf (BEL)              |                                |
| 55                                          | Dorian Godon (FRA)             |                                |
| 56                                          | Tord Gudmestad (NOR)           |                                |
| 57                                          | Nicolas Prodhomme (FRA)        |                                |
| 58                                          | Andrea Vendrame (ITA)          |                                |
| Sportsdirektør: Luke Roberts, Didier Jannel |                                |                                |

| EF Education-EasyPost EFE                          | EF Education-EasyPost EFE        | EF Education-EasyPost EFE |
| -------------------------------------------------- | -------------------------------- | ------------------------- |
| Nr.                                                | Rytter                           | Placering                 |
| 61                                                 | Richard Carapaz (ECU)            | 3.                        |
| 62                                                 | Kasper Asgreen (DEN)             |                           |
| 63                                                 | Jefferson Alexander Cepeda (ECU) |                           |
| 64                                                 | Owain Doull (GBR)                |                           |
| 65                                                 | Mikkel Honoré (DEN)              |                           |
| 66                                                 | Darren Rafferty (IRL) (landevej) |                           |
| 67                                                 | James Shaw (GBR)                 |                           |
| 68                                                 | Georg Steinhauser (GER)          |                           |
| Sportsdirektør: Matti Breschel, Juan Manuel Gárate |                                  |                           |

| Groupama-FDJ GFC                                  | Groupama-FDJ GFC               | Groupama-FDJ GFC |
| ------------------------------------------------- | ------------------------------ | ---------------- |
| Nr.                                               | Rytter                         | Placering        |
| 71                                                | David Gaudu (FRA)              |                  |
| 72                                                | Sven Erik Bystrøm (NOR)        |                  |
| 73                                                | Clément Davy (FRA)             |                  |
| 74                                                | Kevin Geniets (LUX) (landevej) |                  |
| 75                                                | Lorenzo Germani (ITA)          |                  |
| 76                                                | Quentin Pacher (FRA)           |                  |
| 77                                                | Enzo Paleni (FRA)              |                  |
| 78                                                | Rémy Rochas (FRA)              |                  |
| Sportsdirektør: Thierry Bricaud, Stéphane Goubert |                                |                  |

| Ineos Grenadiers IGD                             | Ineos Grenadiers IGD                        | Ineos Grenadiers IGD |
| ------------------------------------------------ | ------------------------------------------- | -------------------- |
| Nr.                                              | Rytter                                      | Placering            |
| 81                                               | Egan Bernal (COL) (landevej og enkeltstart) |                      |
| 82                                               | Thymen Arensman (NED)                       |                      |
| 83                                               | Jonathan Castroviejo (ESP)                  |                      |
| 84                                               | Lucas Hamilton (AUS)                        |                      |
| 85                                               | Kim Heiduk (GER)                            |                      |
| 86                                               | Brandon Rivera (COL)                        | DNS-14               |
| 87                                               | Joshua Tarling (GBR) (enkeltstart)          | DNF-16               |
| 88                                               | Ben Turner (GBR)                            |                      |
| Sportsdirektør: Zakkari Dempster, Leonardo Basso |                                             |                      |

| Intermarché-Wanty IWA                        | Intermarché-Wanty IWA    | Intermarché-Wanty IWA |
| -------------------------------------------- | ------------------------ | --------------------- |
| Nr.                                          | Rytter                   | Placering             |
| 91                                           | Louis Meintjes (RSA)     |                       |
| 92                                           | Francesco Busatto (ITA)  |                       |
| 93                                           | Kevin Colleoni (ITA)     |                       |
| 94                                           | Simone Petilli (ITA)     |                       |
| 95                                           | Dion Smith (NZL)         | DNF-6                 |
| 96                                           | Gerben Thijssen (BEL)    |                       |
| 97                                           | Taco van der Hoorn (NED) |                       |
| 98                                           | Gijs Van Hoecke (BEL)    |                       |
| Sportsdirektør: Dimitri Claeys, Bart Wellens |                          |                       |

| Israel-Premier Tech IPT                              | Israel-Premier Tech IPT | Israel-Premier Tech IPT |
| ---------------------------------------------------- | ----------------------- | ----------------------- |
| Nr.                                                  | Rytter                  | Placering               |
| 101                                                  | Derek Gee (CAN)         |                         |
| 102                                                  | Simon Clarke (AUS)      |                         |
| 103                                                  | Marco Frigo (ITA)       |                         |
| 104                                                  | Jakob Fuglsang (DEN)    |                         |
| 105                                                  | Jan Hirt (CZE)          | DNS-7                   |
| 106                                                  | Hugo Houle (CAN)        |                         |
| 107                                                  | Nick Schultz (AUS)      |                         |
| 109                                                  | Corbin Strong (NZL)     |                         |
| Sportsdirektør: Sam Bewley, Jonathan Patrick McCarty |                         |                         |

| Lidl-Trek LTK                                               | Lidl-Trek LTK                     | Lidl-Trek LTK |
| ----------------------------------------------------------- | --------------------------------- | ------------- |
| Nr.                                                         | Rytter                            | Placering     |
| 111                                                         | Giulio Ciccone (ITA)              | DNS-15        |
| 112                                                         | Daan Hoole (NED) (enkeltstart)    |               |
| 113                                                         | Patrick Konrad (AUT)              |               |
| 114                                                         | Søren Kragh Andersen (DEN)        | DNS-5         |
| 115                                                         | Jacopo Mosca (ITA)                |               |
| 116                                                         | Mads Pedersen (DEN)               | 90.           |
| 117                                                         | Mathias Vacek (CZE) (enkeltstart) |               |
| 118                                                         | Carlos Verona (ESP)               |               |
| Sportsdirektør: Kim Andersen, Maxime Monfort, Michael Schär |                                   |               |

| Movistar Team MOV            | Movistar Team MOV                            | Movistar Team MOV |
| ---------------------------- | -------------------------------------------- | ----------------- |
| Nr.                          | Rytter                                       | Placering         |
| 121                          | Nairo Quintana (COL)                         |                   |
| 122                          | Orluis Aular (VEN) (enkeltstart)             |                   |
| 123                          | Jon Barrenetxea (ESP)                        |                   |
| 124                          | Jefferson Alveiro Cepeda (ECU) (enkeltstart) |                   |
| 125                          | Davide Formolo (ITA)                         |                   |
| 126                          | Lorenzo Milesi (ITA)                         |                   |
| 127                          | Einer Rubio (COL)                            |                   |
| 128                          | Albert Torres (ESP)                          |                   |
| Sportsdirektør: Max Sciandri |                                              |                   |

| Q36.5 Pro Cycling Team Q36                     | Q36.5 Pro Cycling Team Q36     | Q36.5 Pro Cycling Team Q36 |
| ---------------------------------------------- | ------------------------------ | -------------------------- |
| Nr.                                            | Rytter                         | Placering                  |
| 131                                            | Tom Pidcock (GBR)              |                            |
| 132                                            | Xabier Azparren (ESP)          |                            |
| 133                                            | Mark Donovan (GBR)             |                            |
| 134                                            | Damien Howson (AUS)            |                            |
| 135                                            | Emīls Liepiņš (LAT) (landevej) |                            |
| 136                                            | Matteo Moschetti (ITA)         |                            |
| 137                                            | Milan Vader (NED)              |                            |
| 138                                            | Nickolas Zukowsky (CAN)        | DNF-4                      |
| Sportsdirektør: Gabriele Missaglia, Jens Zemke |                                |                            |

| Soudal Quick-Step SOQ                           | Soudal Quick-Step SOQ         | Soudal Quick-Step SOQ |
| ----------------------------------------------- | ----------------------------- | --------------------- |
| Nr.                                             | Rytter                        | Placering             |
| 141                                             | Mikel Landa (ESP)             | DNF-1                 |
| 142                                             | Mattia Cattaneo (ITA)         |                       |
| 143                                             | Josef Černý (CZE)             |                       |
| 144                                             | Gianmarco Garofoli (ITA)      |                       |
| 145                                             | Ethan Hayter (GBR) (landevej) |                       |
| 146                                             | James Knox (GBR)              |                       |
| 147                                             | Luke Lamperti (USA)           |                       |
| 148                                             | Paul Magnier (FRA)            | DNS-16                |
| Sportsdirektør: Davide Bramati, Geert Van Bondt |                               |                       |

| Team Jayco AlUla JAY                           | Team Jayco AlUla JAY           | Team Jayco AlUla JAY |
| ---------------------------------------------- | ------------------------------ | -------------------- |
| Nr.                                            | Rytter                         | Placering            |
| 151                                            | Chris Harper (AUS)             |                      |
| 152                                            | Koen Bouwman (NED)             | DNS-9                |
| 153                                            | Davide De Pretto (ITA)         |                      |
| 154                                            | Paul Double (GBR)              |                      |
| 155                                            | Felix Engelhardt (GER)         |                      |
| 156                                            | Michael Hepburn (AUS)          |                      |
| 157                                            | Luke Plapp (AUS) (enkeltstart) | DNF-17               |
| 158                                            | Filippo Zana (ITA)             |                      |
| Sportsdirektør: David McPartland, Valerio Piva |                                |                      |

| Team Picnic-PostNL TPP                                | Team Picnic-PostNL TPP    | Team Picnic-PostNL TPP |
| ----------------------------------------------------- | ------------------------- | ---------------------- |
| Nr.                                                   | Rytter                    | Placering              |
| 161                                                   | Romain Bardet (FRA)       |                        |
| 162                                                   | Alexander Edmondson (AUS) |                        |
| 163                                                   | Chris Hamilton (AUS)      |                        |
| 164                                                   | Gijs Leemreize (NED)      |                        |
| 165                                                   | Niklas Märkl (GER)        |                        |
| 166                                                   | Max Poole (GBR)           |                        |
| 167                                                   | Casper van Uden (NED)     |                        |
| 168                                                   | Bram Welten (NED)         | DNF-7                  |
| Sportsdirektør: Matthew Winston, Christian Guiberteau |                           |                        |

| Team Polti VisitMalta PTV                        | Team Polti VisitMalta PTV | Team Polti VisitMalta PTV |
| ------------------------------------------------ | ------------------------- | ------------------------- |
| Nr.                                              | Rytter                    | Placering                 |
| 171                                              | Davide Piganzoli (ITA)    |                           |
| 172                                              | Davide Bais (ITA)         |                           |
| 173                                              | Mattia Bais (ITA)         |                           |
| 174                                              | Giovanni Lonardi (ITA)    |                           |
| 175                                              | Mirco Maestri (ITA)       |                           |
| 176                                              | Francisco Muñoz (ESP)     |                           |
| 177                                              | Andrea Pietrobon (ITA)    |                           |
| 178                                              | Alessandro Tonelli (ITA)  |                           |
| Sportsdirektør: Stefano Zanatta, Jesús Hernández |                           |                           |

| Team Visma \| Lease a Bike TVL                        | Team Visma \| Lease a Bike TVL     | Team Visma \| Lease a Bike TVL |
| ----------------------------------------------------- | ---------------------------------- | ------------------------------ |
| Nr.                                                   | Rytter                             | Placering                      |
| 181                                                   | Wout van Aert (BEL)                |                                |
| 182                                                   | Edoardo Affini (ITA) (enkeltstart) |                                |
| 183                                                   | Wilco Kelderman (NED)              |                                |
| 184                                                   | Olav Kooij (NED)                   |                                |
| 185                                                   | Steven Kruijswijk (NED)            |                                |
| 186                                                   | Bart Lemmen (NED)                  |                                |
| 187                                                   | Dylan van Baarle (NED)             |                                |
| 188                                                   | Simon Yates (GBR)                  | 1.                             |
| Sportsdirektør: Marc Reef, Addy Engels, Jesper Mørkøv |                                    |                                |

| Tudor Pro Cycling Team TUD                    | Tudor Pro Cycling Team TUD     | Tudor Pro Cycling Team TUD |
| --------------------------------------------- | ------------------------------ | -------------------------- |
| Nr.                                           | Rytter                         | Placering                  |
| 191                                           | Michael Storer (AUS)           |                            |
| 192                                           | Marco Brenner (GER) (landevej) | DNF-19                     |
| 193                                           | Alexander Krieger (GER)        |                            |
| 194                                           | Rick Pluimers (NED)            |                            |
| 195                                           | Florian Stork (GER)            |                            |
| 196                                           | Yannis Voisard (SUI)           |                            |
| 197                                           | Larry Warbasse (USA)           |                            |
| 198                                           | Maikel Zijlaard (NED)          |                            |
| Sportsdirektør: Matteo Tosatto, Claudio Cozzi |                                |                            |

| UAE Team Emirates XRG UAD                   | UAE Team Emirates XRG UAD           | UAE Team Emirates XRG UAD |
| ------------------------------------------- | ----------------------------------- | ------------------------- |
| Nr.                                         | Rytter                              | Placering                 |
| 201                                         | Juan Ayuso (ESP)                    | DNF-18                    |
| 202                                         | Igor Arrieta (ESP)                  |                           |
| 203                                         | Filippo Baroncini (ITA)             |                           |
| 204                                         | Isaac Del Toro (MEX)                | 2.                        |
| 205                                         | Rafał Majka (POL)                   |                           |
| 206                                         | Brandon McNulty (USA) (enkeltstart) |                           |
| 207                                         | Jay Vine (AUS)                      | DNF-17                    |
| 208                                         | Adam Yates (GBR)                    |                           |
| Sportsdirektør: Fabio Baldato, Manuele Mori |                                     |                           |

| VF Group-Bardiani CSF-Faizanè VBF                    | VF Group-Bardiani CSF-Faizanè VBF | VF Group-Bardiani CSF-Faizanè VBF |
| ---------------------------------------------------- | --------------------------------- | --------------------------------- |
| Nr.                                                  | Rytter                            | Placering                         |
| 211                                                  | Filippo Fiorelli (ITA)            |                                   |
| 212                                                  | Luca Covili (ITA)                 |                                   |
| 213                                                  | Filippo Magli (ITA)               |                                   |
| 214                                                  | Martin Marcellusi (ITA)           |                                   |
| 215                                                  | Alessio Martinelli (ITA)          | DNF-16                            |
| 216                                                  | Alessandro Pinarello (ITA)        | DNS-6                             |
| 217                                                  | Manuele Tarozzi (ITA)             |                                   |
| 218                                                  | Enrico Zanoncello (ITA)           |                                   |
| Sportsdirektør: Roberto Reverberi, Alessandro Donati |                                   |                                   |

| XDS Astana Team XAT                             | XDS Astana Team XAT     | XDS Astana Team XAT |
| ----------------------------------------------- | ----------------------- | ------------------- |
| Nr.                                             | Rytter                  | Placering           |
| 221                                             | Diego Ulissi (ITA)      |                     |
| 222                                             | Nicola Conci (ITA)      |                     |
| 223                                             | Lorenzo Fortunato (ITA) |                     |
| 224                                             | Max Kanter (GER)        |                     |
| 225                                             | Anton Kuzmin (KAZ)      |                     |
| 226                                             | Fausto Masnada (ITA)    |                     |
| 227                                             | Wout Poels (NED)        |                     |
| 228                                             | Christian Scaroni (ITA) |                     |
| Sportsdirektør: Aleksandr Sjefer, Mario Manzoni |                         |                     |